# 367
Évszázadok: 3. század – 4. század – 5. század
Évtizedek: 310-es évek – 320-as évek – 330-as évek – 340-es évek – 350-es évek – 360-as évek – 370-es évek – 380-as évek – 390-es évek – 400-as évek – 410-es évek
Évek: 362 – 363 – 364 – 365 –  366 – 367 – 368 – 369 – 370 – 371 – 372

## Események

### Római Birodalom
- Flavius Lupicinust és Flavius Iovinust választják consulnak.
- Valens császár hadjáratra indul a gótok ellen, de előtte a felesége kérésére Eudoxiosz konstantinápolyi pátriárka megkereszteli. A császár pontonhídon átkel a Dunán és megtámadja az Athanarik (Ermanaric király vazallusa) által vezetett vizigótokat. A germánok a Kárpátokba menekülnek, Valens pedig visszatér római területre.
- Britanniában a Hadrianus-fal helyőrsége fellázad és átengedi a pikt és attacottus törzseket, amelyek feldúlják a provincia északi és nyugati részét. Velük összehangoltan a frankok és a szászok is partra szállnak és fosztogatnak Britanniában és Gallia északi részén. Valentinianus császár az alemannok elleni hadjáratot készíti elő, így az egyik consult, Iovinust küldi a válság leküzdésére, de amikor az erősítést kér, visszahívja őt az alemann háborúhoz és Britanniát Flavius Theodosiusra bízza.
- Valentinianus megbetegszik és hogy az öröklés kérdését rendezze, nyolc éves fiát, Gratianust augustusi rangban kinevezi társuralkodóvá.
- A Galliába száműzött Ursinicus ellenpápa hívei biztatására visszatér Rómába, de ősszel a prefektusok ismét száműzik.
- Athanasziosz alexandriai pátriárka húsvéti levelében először sorolja fel az Újtestamentum kanonizált könyveit úgy, ahogyan ma is érvényben vannak.

### Kelet-Ázsia
- Először érkezik koreai követség (Pekcse királyságából) Japánba.

## Halálozások
- Szent Hilarius, keresztény író, az egyházatyák egyike.

## Fordítás
- Ez a szócikk részben vagy egészben  a(z)   367 című francia Wikipédia-szócikk ezen változatának fordításán alapul.  Az eredeti cikk szerkesztőit annak laptörténete sorolja fel. Ez a jelzés csupán a megfogalmazás eredetét és a szerzői jogokat jelzi, nem szolgál a cikkben szereplő információk forrásmegjelöléseként.